# Tiopirano
La tiina o tiopirano, nei suoi isomeri di posizione tiopirano α o 2H-tiina e tiopirano β o 4H-tiina è un composto eterociclico non aromatico costituito da un anello di sei atomi: cinque di carbonio e uno di zolfo. È un bioisostero del pirano, molecola con la quale condivide le principali proprietà elettroniche.